# Дюранго (Айова)
Дюранго (англ. Durango) — місто (англ. city) в США, в окрузі Дюб'юк штату Айова. Населення — 20 осіб (2020).

## Географія
Дюранго розташоване за координатами 42°33′40″ пн. ш. 90°46′28″ зх. д. / 42.56111° пн. ш. 90.77444° зх. д. (42.561072, -90.774567).  За даними Бюро перепису населення США в 2010 році місто мало площу 0,10 км², уся площа — суходіл. В 2017 році площа становила 0,11 км², уся площа — суходіл.

## Демографія
Згідно з переписом 2010 року, у місті мешкали 22 особи в 10 домогосподарствах у складі 6 родин. Густота населення становила 221 особа/км².  Було 10 помешкань (101/км²).
Расовий склад населення:
| - 100,0 % — білих |

До двох чи більше рас належало 0,0 %. Частка іспаномовних становила 0,0 % від усіх жителів.
За віковим діапазоном населення розподілялося таким чином: 18,2 % — особи молодші 18 років, 54,5 % — особи у віці 18—64 років, 27,3 % — особи у віці 65 років та старші. Медіана віку мешканця становила 46,0 року. На 100 осіб жіночої статі у місті припадало 175,0 чоловіків;  на 100 жінок у віці від 18 років та старших — 125,0 чоловіків також старших 18 років.
Цивільне працевлаштоване населення становило 5 осіб. Основні галузі зайнятості: оптова торгівля — 40,0 %, мистецтво, розваги та відпочинок — 20,0 %.